# Chlaenius velutinus

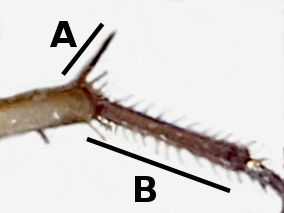
Abb. 1: Ausschnitt des Hinterfußes
A: Länge des Endsporns der Hinterschiene
B: Länge des 1. Tarsengliedes

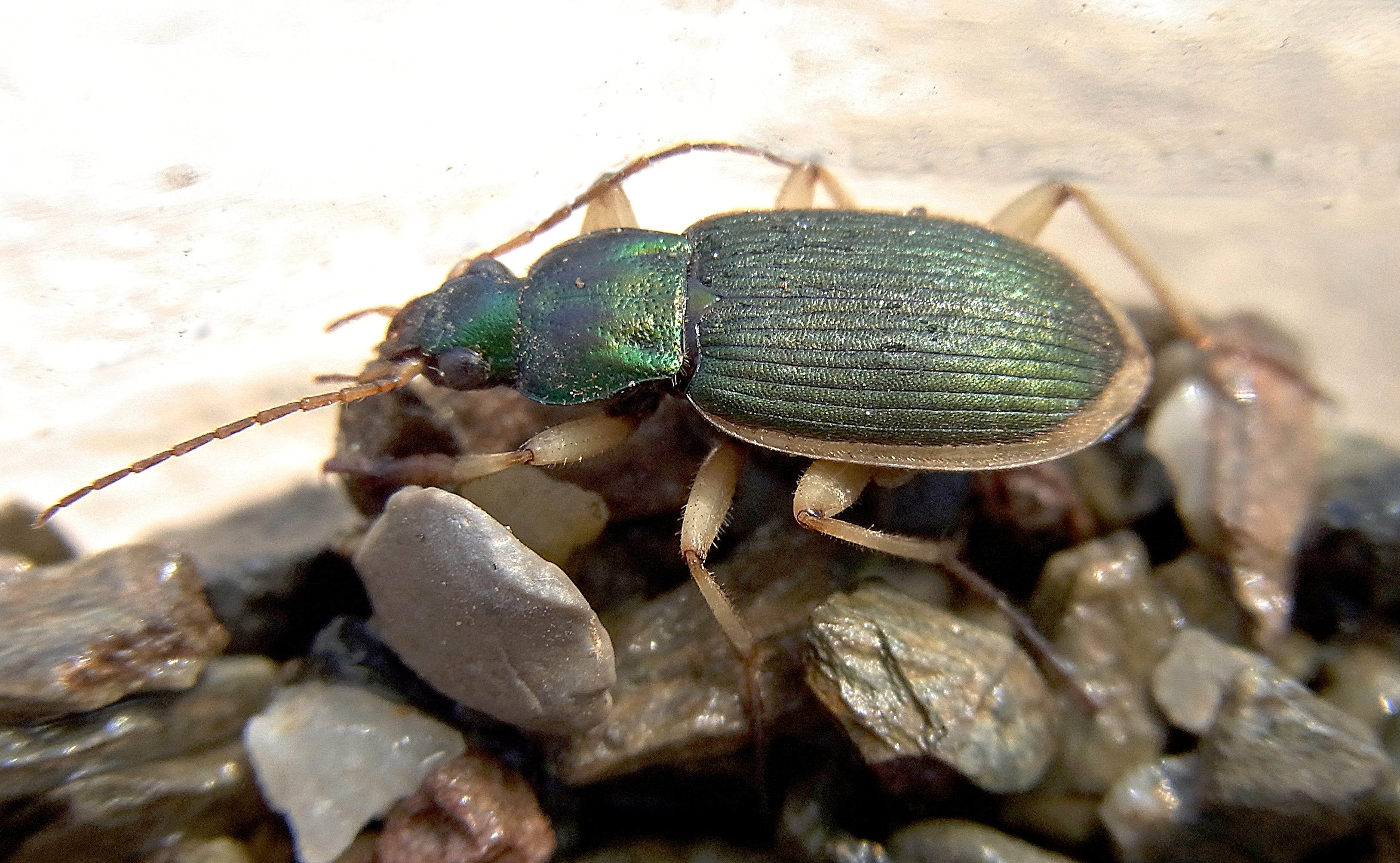
Abb. 2: Seitenansicht

Chlaenius velutinus ist ein Käfer aus der Familie der Laufkäfer und der Unterfamilie Chlaeniinae.
Der Gattungsname Chlaenius ist von altgr. χλαῖνα chlāīna „Mantel“ abgeleitet und nimmt auf die Behaarung Bezug, die die meisten Arten der Gattung besitzen. Der Artname velutinus (lat. velutīnus, a, um) bedeutet „samtartig“ und charakterisiert die Art der Behaarung.
Von den 16 europäischen Arten der Gattung Chlaenius ähneln Chlaenius spoliatus und Chlaenius festivus der Art Chlaenius velutinus sehr. Nach einer neuen Auffassung ist Chlaenius velutinus eine Unterart von Chlaenius festivus und hieße dann Chlaenius festivus velutinus.
Chlaenius velutinus tritt in den beiden Unterarten Chlaenius velutinus velutinus und Chlaenius velutinus auricollis auf.

## Merkmale des Käfers
Der Käfer wird 13 bis fast 18 Millimeter groß. Die Oberseite ist metallisch grün, die Flügeldecken haben einen auffallenden blassgelben Seitenrand. Der Körper ist rundlicher als der von Chlaenius spoliatus.
Die Mundwerkzeuge zeigen nach vorn, die Endglieder der Kiefer- und Lippentaster sind spindelförmig mit abgestutzter Spitze. Die Stirn zwischen den gewölbten Augen ist weniger breit als bei Chlaenius festivus, nur etwa dreimal so breit wie ein Auge.
Die elfgliedrigen gelben Fühler sind fadenförmig und erst ab dem vierten Glied dichter behaart (pubeszent) und deswegen dort dunkler und matter erscheinend.
Der seitlich gerandete, herzförmige Halsschild ist vollständig goldgrün oder kupferrot und ohne gelben Rand. Er ist deutlich und unregelmäßig punktiert, weniger dicht als bei Chlaenius festivus. Die Hinterecken sind weniger scharf rechteckig als bei Chlaenius festivus.
Die grünen Flügeldecken sind deutlich behaart und erscheinen entsprechend matt. Der Außenrand ist mit einem hellgelben breiten Streifen versehen (Abb. 2). Dieser ist nach vorn deutlich verschmälert (bei Chlaenius spoliatus kaum); nach hinten verbreitert er sich, aber nicht mehrmals stufenähnlich (wie bei Chlaeniellus vestitus). Die Flügeldecken sind durch Punktreihen gestreift, auf die kurze Reihe neben dem Schildchen (Scutellarstreif) folgen acht bis neun weitere Punktreihen. Die Intervalle zwischen den Punktreihen sind alle gleich stark gewölbt und fein punktiert. Der Seitenrand der Flügeldecken ist bis etwa zur Flügeldeckenverengung untergeschlagen.
Die Beine sind gelb. Die Tarsen sind fünfgliedrig. Der Dorn am Ende der Hinterschienen ist kürzer als das halbe erste Tarsenglied (Abb. 1, bei Chlaenius festivus ist er länger). Bei den Männchen sind die hinteren drei Tarsenglieder an den Vorderbeinen viereckig erweitert.

## Biologie
Käfer und Larven ernähren sich räuberisch. Der Käfer ist an feuchten Orten zu finden, bevorzugt unter Steinen an Ufern von fließenden und stehenden Gewässern. Besonders im Süden kommt er auch am Ufer solcher Bachläufe vor, die nur zeitweise Wasser führen. Die an einem solchen temporären Gewässer in Südspanien beobachteten Verhaltensmuster dürften für südliche Länder charakteristisch sein. Demnach  findet man die Tiere von Februar bis Juli. Dabei liegt das deutliche Aktivitätsmaximum der Imagines im April und Mai, wenn die Fortpflanzungsbedingungen am  besten sind. Man findet etwa gleich viel Weibchen wie Männchen. Weibchen mit reifenden Eiern wurden von Februar bis Juni gefunden. Die gleichzeitigen Funde verschiedener Altersklassen während des Aktivitätsmaximums zeigen, dass die zur Fortpflanzung günstige Jahreszeit voll ausgenutzt wird.
Die Reifung der Eier erfolgt schnell, bereits im März kann man Weibchen finden, deren Hinterleib durch die großen reifen Eiern aufgebläht ist. Die Eiablage findet jedoch erst in der zweiten Hälfte des Frühjahrs ihren Höhepunkt.
Die untersuchten Weibchen enthielten während der Eiablage durchschnittlich etwa zehn reife Eier, oft zusammen mit Eizellen in früheren Entwicklungsstadien. Unter Laborbedingungen dauerte die Zeit von der Eiablage bis zum Schlüpfen der Imago etwas über einen Monat. Während die Sterblichkeitsrate bei den Eiern relativ groß war (fast 90 %), überlebten während der drei Larvenstadien und dem Puppenstadium jeweils über 80 %. Damit entwickelten sich im Labor nur etwa 4 % der Eier bis zur Imago und es ist anzunehmen, dass die Laborbedingungen suboptimal waren. Die Entwicklungszeiten im Labor betrugen für das Ei und die ersten beiden Larvenstadien jeweils etwa 5 Tage, das dritte Larvenstadium dauerte etwa zwei Wochen, das Puppenstadium etwa sechs Tage.
Im Juli findet man nur noch wenige Jungtiere. Der Lebenszyklus beträgt demnach in aller Regel ein Jahr, bei günstigen Bedingungen ist wohl eine zweite Generation möglich. Während der ungünstigen Jahreszeiten ruht das Tier als Imago.
Die flinken Larven leben in einer Dichte bis zu zehn Individuen pro Quadratmeter. Sie jagen im Schlamm und in flachen Wasserlachen mit wenig Vegetation hauptsächlich nach Fliegenlarven und kleinen Würmern. Sie zeigen dabei eine für Laufkäferlarven ungewöhnlich niedrige Aggressivität gegeneinander, obwohl sie bezüglich ihrer Beutetiere miteinander konkurrieren. Es wird vermutet, dass die häufigen gegenseitigen Kontaktaufnahmen mit ihren fast körperlangen Cerci den Aggressionsabbau bewirken.
Die Larve setzt m-Kresol als chemisches Verteidigungsmittel gegenüber möglichen Prädatoren ein. Versuche haben gezeigt, dass der Schwarze Moderkäfer alternative Beutetiere ohne chemisches Verteidigungsmittel deutlich gegenüber der Larve von Chlaenius velutinus bevorzugt.

## Verbreitung
Die Art ist hauptsächlich im westlichen Mittelmeerraum einschließlich Nordafrika verbreitet, kommt aber auch in Griechenland vor. In Deutschland, Österreich und der Schweiz ist die Art selten und teilweise unter Schutz gestellt. Nach Osten reicht das Verbreitungsareal über Ungarn, die Ukraine und Südrussland bis an das Kaspische Meer.